# Oecomys trinitatis
Espèce
Statut de conservation UICN

 LC  : Préoccupation mineure
Synonymes
- Oryzomys frontalis Goldman, 1912[1]
- Oryzomys tectus Thomas, 1901[1]

Oecomys trinitatis est une espèce sud-américaine de rongeurs de la famille des Cricetidae.

## Description
L'espèce mesure tête et tronc de 11 à 16,5 cm de long , a une queue de 12,5 à 18 cm de long et pèse de 50 à 82 g. Les pattes postérieures mesurent de 2,5 à 3 cm de long et les oreilles mesurent de 1,7 à 2 cm de large.
Les poils brun orangé sur le haut du dos ont des bandes noires qui donnent au pelage un aspect à pois. L'ombre noire est manquante sur les côtés du corps et il n'y a pas de bordure claire sur le dessous brun clair. Des cheveux orange apparaissent sur les oreilles brunes. La queue a un dessus sombre et un dessous similaire ou légèrement plus clair. Au bout de la queue, les poils sont un peu plus longs et visibles sous forme de petite touffe. Les poils sur le dessus des mains et des pieds sont blanc grisâtre.

## Répartition
Ce rongeur est présent en Amérique centrale et du Sud, du Costa Rica au centre de la Colombie et de là dans deux branches. La première branche longe le versant oriental des Andes jusqu'à la frontière Pérou/Bolivie et la seconde branche longe l'Atlantique jusqu'au sud du Brésil. L'espèce se trouve également à Trinité-et-Tobago.
Les individus vivent dans les forêts tropicales et les autres forêts.

## Comportement

### Alimentation
Oecomys trinitatis mange des fruits, des graines et des insectes.

### Reproduction
Le rongeur grimpe dans la végétation et construit leurs nids près du sol. Deux à quatre oursons naissent par portée.

## Parasitologie
Oecomys trinitatis a pour parasite Litomosoides galizai.